# Gare de Hillsport
La  gare de Hillsport  est une gare ferroviaire canadienne. Elle est située à Hillsport (en) dans la partie non-organisée de Thunder Bay dans la province de l'Ontario. 
Hillsport est un point d'arrêt desservie par Le Canadien de Via Rail Canada.